# Eleição municipal de Porto Velho em 1992
A eleição municipal de Porto Velho em 1992 ocorreu em 3 de outubro do mesmo ano. O prefeito à época era Chiquilito Erse do PDT. O ex-prefeito José Guedes do PSDB foi eleito em turno único, vencendo o candidato situacionista Victor Sadeck do PST.

## Resultado da eleição para prefeito

### Primeiro turno
| Candidatos a prefeito | Candidatos a vice-prefeito | Número | Coligação               | Votação | Percentual |
| --------------------- | -------------------------- | ------ | ----------------------- | ------- | ---------- |
| José Guedes PSDB      | Cláudio Carvalho PSDB      | 45     | PSDB, PT, PMDB          | 47.717  | 53,83%     |
| Victor Sadeck PST     | —                          | 52     | PST, PDS, PTB, PRN, PTR | 25.107  | 28,32%     |
| Ernando Coutinho PSB  | —                          | 40     | PSB, PCN                | 9.957   | 11,23%     |
| Amizael Gomes PFL     | —                          | 25     | PFL, PSD, PRP, PL       | 5.865   | 6,62%      |
| Referências:          |                            |        |                         |         |            |

| Partido | Partido | Candidato        | Votos  | Votos (%) |
| ------- | ------- | ---------------- | ------ | --------- |
|         | PSDB    | José Guedes      | 47 717 | 53,83%    |
|         | PST     | Victor Sadeck    | 25 107 | 28,32%    |
|         | PSB     | Ernando Coutinho | 9 957  | 11,23%    |
|         | PFL     | Amizael Gomes    | 5 865  | 6,62%     |
| Totais  | Totais  | Totais           | 88 646 |           |